# Mississippi Goddam
«Mississippi Goddam» — песня Нины Симон, американской певицы и гражданской активистки, написанная в связи с политическими убийствами в южных штатах США в ходе борьбы афроамериканских граждан за свои права. Запись песни вошла в состав альбома «Nina Simone in Concert» в 1964 году, который был основан на записях трех концертов, которые она дала в Карнеги-холле ранее в том же году. По словам Нины Симон, песня была написана в течение часа после того, как в прессе появились известия о взрыве церкви в Алабаме, жертвами которого стали четверо чернокожих детей: «Я написала песню, потому что не могла воспользоваться пистолетом». Нина называла её своей «первой песней о гражданских правах», которая стала одним из поворотных моментов в её музыкальной карьере в 1960-е годы.
В 2019 году «Mississippi Goddam» был выбрана Библиотекой Конгресса для сохранения в Национальном реестре звукозаписей, как «культурно, исторически или эстетически значимая запись». В 2021 году журнал Rolling Stone поместил песню на 172-м месте в списке «500 величайших песен всех времен».

## История
В 1963 году США потрясла серия трагических известий из южных штатов, где разворачивалась борьба с сегрегацией чёрного населения и за равные политические права для афроамериканцев. 15 сентября 1963 года была взорвана баптистская церковь 16-й улицы в Бирмингеме (Алабама), прихожанами которой были преимущественно афроамериканцы, в результате погибли четыре девочки. Известие потрясло Нину; по её словам, первой мыслью было найти пистолет. Муж убедил Нину, что её музыка будет лучшим оружием.
"At first I tried to make myself a gun... I was going to take one of them out, and I didn't care who it was. Then Andy, my husband at the time, said to me, 'Nina, you can't kill anyone. You are a musician. Do what you do."
Песня впервые была исполнена 21 марта 1964 года на сцене Карнеги-холла. В ходе исполнения Нина Симон активно комментировала собственный текст, эти отступления имели не меньшее воздействие на публику и слушателей записи, чем собственно песня. Во время одного из первых исполнений Нина объявила, что песня является частью шоу, только само шоу для неё ещё не написано (a show tune from a show that hasn’t yet be written). Песня действительно начинается в духе весёлого представления южных штатов, где «Алабама так меня расстроила, Теннесси заставил меня потерять покой, и все знают, что Миссиссипи — это чёрт знает что…» Но постепенно песня трансформируется в настоящий политический манифест, направленный против не только супрематистов южных штатов, но и «сочувствующих» с Севера, призывающих к терпению и отказу от радикализма: «They keep on sayin' 'go slow' … to do things gradually would bring more tragedy. Why don’t you see it? Why don’t you feel it? I don’t know, I don’t know…» («Они твердят притормози… но если медлить, это принесет ещё больше трагедий. Почему вы не видите это? Почему не чувствуете? Я не знаю, я не знаю…»).
Обвинительный пафос достигает своего апогея к третьему куплету, наполненному сарказмом и презрением к «высокому обществу», в мыслях не допускающего отношения к цветному как равному себе. Поддерживающий бэк-вокал символизирует это общество речитативом «Do it slow!» («Не гони! Притормози!»).
“Yes, you lied to me all these years

You told me to wash and clean my ears

And talk real fine just like a lady

And you'd stop calling me Sister Sadie”